# Stephan Pastis
Stephan Thomas Pastis (San Marino, 16 de enero de 1968) es un humorista gráfico de tiras de prensa. Tras haber ejercido como abogado, Pastis empezó a trabajar en la prensa. Su tira cómica Perlas a los cerdos aparece en 750 publicaciones de Estados Unidos. Ha ganado el National Cartoonists Society en 2003 y 2006.

## Biografía

### Juventud y formación
Stephan Pastis creció en San Marino en California. Al sufrir de bronquitis crónica en la infancia, estuvo mucho tiempo solo y empezó a dibujar puesto que su madre le compraba rotuladores. Estudió en la UC Berkeley donde consiguió un título en ciencias políticas en 1989. Siguió estudiando Derecho en la UCLA hasta convertirse en abogado especializados en seguros en 1993.

### Carrera
Stephan Pastis trabajó en un bufete de abogados de San Francisco, pero pronto se arrepintió. Presentó sus ideas para tiras cómicas en diferentes medios durante tres años hasta ser aceptado por la United Features Syndicate en 1999. La empresa no consiguió vender su tira Perlas a los cerdos a los periódicos, pero la publicó en la página web Comics.com. En diciembre de 2000, el dibujante Scott Adams descubrió su trabajo y se lo recomendó a sus lectores. Perlas a los cerdos ha estado publicándose en los periódicos desde enero de 2002. En 2013, estaba presente en 750 publicaciones de todos los Estados Unidos.
En 2013, publicó Timmy Failure: Mistakes Were Made, un álbum ilustrado destinado a niños de entre 8 y 12 años.

## Premios
La National Cartoonists Society le otorgó a Stephan Pastis el premio a la mejor «tira cómica de periódico» en 2003 y 2006. Fue uno de los tres finalistas de los Premios Reuben de 2012.